# Declaración de Shusha
Declaración de Shusha, oficialmente Declaración de Shusha sobre la Alianza (en azerí: Müttəfiqlik Haqqında Şuşa Bəyannaməsi, en turco: İttifaklık Hakkında Şuşa Beyannamesi) es una declaración de las relaciones aliadas, que firmada entre la República de Azerbaiyán y la República de Turquía el 15 de junio de 2021.

## Historia
El 15 de junio de 2021 se firmó en Shusha una declaración conjunta sobre las relaciones aliadas entre el presidente de Azerbaiyán, Ilham Aliyev, y el presidente de Turquía, Recep Tayyip Erdoğan, en el marco de la visita oficial de dos días del jefe de Turquía a Azerbaiyán.
La Declaración fue aprobada por la Gran Asamblea Nacional de Turquía el 3 de febrero de 2022.

## Contenido de la declaración
En la declaración las partes subrayan examinando todos los aspectos de las perspectivas de una mayor expansión y profundización de las relaciones Turquía-Azerbaiyán. Azerbaiyán valora mucho el apoyo de Turquía para poner fin a la agresión armenia durante 30 años y para la liberación de los territorios ocupados. Las partes declaran que la contribución de Turquía a las actividades del Centro Conjunto Turquía-Rusia en los territorios liberados juega un papel importante. Las partes muestran esfuerzos conjuntos para resolver los problemas de seguridad y estabilidad regionales y mundiales.Las partes también se brindarán la asistencia necesaria entre sí en caso de amenaza o ataque de un tercer estado a la independencia o integridad territorial de cualquiera de las partes. En la declaración se señaló que la apertura del Corredor de Zangezur que conecta Turquía y Azerbaiyán y el ferrocarril Najicheván-Kars contribuirán al reforzamiento de las relaciones bilaterales.
Recep Tayyip Erdoğan también declaró que, como Turquía, planean inaugurar un consulado general en la antigua ciudad de Shusha lo antes posible.